# ESR 그룹
ESR 그룹 리미티드(영어: ESR Group Limited, 약칭: ESR)는 아시아에 중점을 둔 부동산 서비스 및 투자 회사이다. 창고 및 유통 센터와 같은 물류 부동산을 건설하고 관리하는 데 중점을 둔다. 케이맨 제도에 법인이 등록되어 있지만, 홍콩에 본사를 두고 상장되어 있다.
2022년 ARA 자산운용 인수 이후 ESR은 세계에서 가장 큰 부동산 투자 운용사 중 하나가 되었다. 2022년 PERE는 이 회사를 지난 5년간의 총 모금액을 기준으로 사모 부동산 회사 중 4위로 선정했다.

## 역사
ESR은 2016년 1월 이샹과 레드우드 그룹의 합병으로 이샹 레드우드가 형성되면서 시작되었으며, 이 회사는 ESR로 더 잘 알려져 있다. 이샹은 션 진추와 쑨 둥핑이 사모펀드인 워버그 핀커스와 함께 공동 설립한 상하이시 기반의 물류 플랫폼이었다. 레드우드 그룹은 2006년 프롤로지스의 전 직원이었던 스튜어트 깁슨과 찰스 드 포르테스가 설립한 싱가포르 기반의 물류 플랫폼이었다.
2018년 11월, ESR은 시드니 기반의 부동산 투자 관리 회사인 Propertylink를 5억 2,200만 달러에 인수하여 2019년 오스트레일리아 증권거래소에서 상장 폐지되었다.
2019년 6월, ESR은 홍콩 증권거래소 상장을 통한 기업 공개를 발표했지만, 시장 상황 악화로 계획을 연기했다. 2019년 11월 1일, ESR은 16억 달러를 모금하며 첫 상장을 완료했다.
2021년 8월, ESR은 싱가포르 부동산 관리 회사인 ARA 자산운용을 52억 달러에 인수할 것이라고 발표했다. 2022년 1월 20일, ESR은 ARA 자산운용 인수를 완료했다. 이로써 ESR은 1,400억 달러의 운용 자산을 보유하게 되어 전 세계적으로 세 번째로 큰 상장 부동산 투자 운용사가 되었다. 이번 인수에는 ARA 자산운용의 자회사인 호주의 물류 부동산 회사 LOGOS도 포함되었다.
2024년 5월, ESR은 워버그 핀커스가 스타우드 캐피탈 그룹과 식스 스트리트 파트너스를 포함한 컨소시엄과 ESR을 비상장으로 전환하기 위한 논의 중이라고 발표했다. 2025년 6월, 주주들은 70억 달러 규모의 바이아웃 거래를 승인했다.

## 사업의 개요
ESR은 세 가지 주요 사업 부문을 가지고 있다.
1. 투자 (직접 부동산 투자)
2. 펀드 관리 (부동산 투자 신탁을 포함한 부동산 관련 펀드 및 투자 수단 관리)
3. 개발 (토지 조달, 설계, 건설 및 임대를 포함한 물류 부동산 건설 및 판매)

ESR의 포트폴리오에 있는 대부분의 부동산은 물류 단지이다.
ESR의 2020년 연례 보고서에 따르면, ESR이 임대하는 상위 10개 임차인 대부분은 아마존, 징동닷컴, 쿠팡, 소프트뱅크와 같은 전자 상거래 부문 기업들이다.
ESR은 홍콩에 본사를 두고 있으며, 중화인민공화국, 일본, 대한민국, 싱가포르, 오스트레일리아 및 인도에 추가 사무실을 두고 있다. 거의 모든 수익은 이 지역에서 발생한다.

## 같이 보기
- DNE 그룹
- 워버그 핀커스